# بلاهووشچنسک
شهر بلاهووشچنسک (به روسی: Благовіщенське) در استان کیرووهراد در کشور اوکراین واقع شده‌است. جمعیت این شهر ۷٬۵۲۶ نفر  است.